# Cook Rock
Cook Rock är en klippa i Sydgeorgien och Sydsandwichöarna (Storbritannien). Den ligger i den östra delen av Sydgeorgien och Sydsandwichöarna.
Terrängen runt Cook Rock är platt söderut, men söderut är den kuperad. Det finns inga samhällen i närheten.